# Kenley (Shropshire)
Pour les articles homonymes, voir Kenley.
Kenley est un village du Shropshire au Royaume-Uni.

## Géographie
Kenley est situé dans une campagne isolée, au sommet d'une crête à 172,2 m d'altitude. Il se trouve à environ 5 km au nord-ouest d'Acton Burnell et à environ 3 km de Harley.

## Personnalités
- Archibald Alison (1792-1867), historien et avocat, y est né ;
- William Farr (1807-1883), médecin épidémiologiste et statisticien, y est né.